# VMDK
VMDK是一种文件格式，它描述了虚拟磁盘在VMware Workstation和VirtualBox等虚拟机中使用的容器。
该格式最初是由VMware为其虚拟设备产品开发的，在VMDK 5.0版发布之后成为一种开放格式，是开放虚拟机格式文件中用于虚拟设备的磁盘格式之一。

## 支持
所有VMware虚拟化产品都支持VMDK，包括VMware Workstation、VMware Workstation Player、VMware Server、VMware Fusion、VMware ESX、VMware ESXi。
支持 VMDK 的第三方软件包括：
- Parallels Desktop for Mac[2]
- QEMU
- VirtualBox[3]
- 以前的SUSE Studio
- 以前的Sun xVM[4] （VirtualBox的前身）
- Norton Ghost
- Paragon Hard Disk Manager
- DiskInternals VMFS Recovery

## 格式
VMDK格式包括多种不同的子格式，其中一些将元数据存储在外部描述符文件中，而另一些则将元数据与主数据一起嵌入到单个文件中。平面映像会提前分配空间，而稀疏映像则会随着虚拟机的写入而增长。平面映像可以使用底层文件系统的稀疏文件功能，如 ESXi上的vmfs格式。映像还可以引用父映像，并只存储以写入时复制方式进行的更改。这样就可以创建虚拟机状态的快照。

### 延伸
描述符指定了一系列一个或多个扩展，这些扩展通常是指保存实际数据的文件或设备，除非它们是ZERO类型（模拟零填充扩展）。每个扩展可以标记为RW、RDONLY或NOACCESS，分别表示虚拟机可以读/写、只读或不访问磁盘的该部分。映像中扩展的数量和类型取决于其创建类型。创建类型为“自定义”的映像可包含任意扩展的组合。

## 虚拟磁盘配置选项
平面磁盘镜像可以三种方式之一进行配置：
- thin：在初始配置过程中不分配块或将其清零。相反，映像是作为稀疏文件创建的。

- zeroedthick：在初始调配期间分配块，但在首次访问前不清零。

- eagerzeroedthick：在初始调配期间分配块并清零。